# Peter Frederick Strawson
Sir Peter Frederick Strawson (23. listopadu 1919 Londýn – 13. února 2006 Oxford) byl britský analytický filosof, profesor univerzity v Oxfordu, který se zabýval hlavně problémy přirozeného jazyka a „deskriptivní metafyzikou“.

## Život a myšlení
Strawson se narodil v učitelské rodině na okraji Londýna a studoval filosofii, politické vědy a ekonomii na Oxfordské univerzitě, kde pak také od roku 1947 přednášel. Poprvé vzbudil pozornost článkem „O odkazování“ (On Referring, 1950), v němž kritizoval teorii deskripcí B. Russella. V letech 1968—1987 byl profesorem metafysiky na Magdalen College, Oxford. Roku 1960 se stal členem British Academy (FBA), 1969—1970 byl předsedou Aristotelské společnosti, roku 1971 se stal čestným zahraničním členem American Academy of Arts and Sciences (AAAS) a roku 1977 byl povýšen do šlechtického stavu („Sir“).
Strawson podstatně přispěl k tomu, že se metafysika stala uznávanou součástí analytické filosofie a zavedl do ní kantovská témata. Jeho projekt „deskriptivní metafysiky“, který rozvinul v knize Individuals, zkoumá sítě společných (sdílených) významů, které chtě nechtě používáme v běžném životě. Strawson na nich ukazuje, jak jako lidé přemýšlíme o skutečnosti.

## Dílo
Knihy
- Introduction to Logical Theory. London: Methuen, 1952.
- Individuals: An Essay in Descriptive Metaphysics. London: Methuen, 1959.
- The Bounds of Sense: An Essay on Kant’s Critique of Pure Reason. London: Methuen, 1966.
- Analysis and Metaphysics: An Introduction to Philosophy. Oxford: Oxford University Press, 1992.
- Entity and Identity. Oxford: Oxford University Press, 1997.

Články
- "Truth." In: Analysis, 1949.
- "On Referring." In: Mind, 1950.
- "In Defense of a Dogma" s H. P. Gricem. In: Philosophical Review, 1956.
- "Logical Subjects and Physical Objects." In: Philosophy and Phenomenological Research, 1957.
- "Singular Terms and Predication." In: Journal of Philosophy, 1961.
- "Universals." In: Midwest Studies in Philosophy, 1979.

- „Gesellschaftliche Moral und persönliche Ideale“ (In: Grewendorf - Meggle, Seminar: Sprache und Ethik. Frankfurt am Main: Suhrkamp 1974. S. 317-341)